# Koya University
Koya University är ett universitet i Irak.   Det ligger i distriktet Koisnjaq district och provinsen Arbil, i den norra delen av landet, 300 km norr om huvudstaden Bagdad. Koya University ligger 636 meter över havet.